# Nikolaos Karelis
Nikolaos Karelis (griechisch Νικόλαος Καρέλης, * 24. Februar 1992 in Iraklio, Griechenland) ist ein griechischer Fußballspieler.

## Karriere

### Verein
Seine Laufbahn begann Nikolaos Karelis in Iraklio bei den Jugendabteilungen von Ergotelis. Im Sommer 2007 erhielt er einen Profivertrag für die erste Mannschaft, wo er am 30. und letzten Spieltag der Saison 2007/08 bei einer Begegnung gegen Skoda Xanthi sein erstes Ligaspiel absolvierte. Der erst 16-jährige Karelis wurde damit der jüngste Akteur, der zu einem Pflichtspieleinsatz für Ergotelis kam.
Nach einem einjährigen Aufenthalt bei Amkar Perm in Russland kehrte Karelis 2013 in die griechische Super League zurück und unterzeichnete einen Vertrag bei Panathinaikos Athen. Hier spielte er drei Jahre und wechselte dann zu KRC Genk nach Belgien. Die Saison 2018/19 verbrachte er als Leihspieler bei PAOK Thessaloniki und konnte mit dem Verein die Meisterschaft und den Pokalsieg feiern.
Im August 2019 wechselte er zum englischen Zweitligisten FC Brentford. Mitte Oktober riss er sich im Heimspiel gegen den FC Millwall das Kreuzband und fiel ein halbes Jahr aus. Im Juli des Folgejahres verließ er den Verein und war fortan zunächst vereinslos. Im Oktober nahm ihn der ADO Den Haag unter Vertrag. Dort verblieb er bis zum Februar 2021, als er sich Panetolikos anschloss.

### Nationalmannschaft
Karelis war Stammspieler der griechischen U-21-Nationalmannschaft. Am 11. Oktober 2014 debütierte Karelis in der Herrennationalmannschaft Griechenlands und erzielte beim 1:1-Auswärtsspiel in Finnland mit dem ersten Länderspieltor seiner Karriere die zwischenzeitliche Führung seiner Mannschaft.

## Erfolge
- Griechischer Pokalsieger: 2014, 2019
- Griechischer Meister: 2019